# Bataille de San Domingo
Quatrième Coalition
Batailles
- Cap-Vert (navale)
- San Domingo (navale)
- Río de la Plata
- Pornichet (navale)

- Raguse
- Castel-Nuovo

Campagne de Prusse (1806)
- Schleiz
- Saalfeld
- Auerstaedt
- Iéna
- Halle
- Magdebourg
- Stettin
- Lübeck
- Glogau
- Golymin
- Pułtusk
- Stralsund

Campagne de Pologne (1807)
- Eylau
- Ostrołęka
- Colberg
- Dantzig
- Guttstadt
- Heilsberg
- Friedland

La bataille navale de San Domingo se déroula le 6 février 1806 au large de la ville de Saint-Domingue, sur l'île d'Hispaniola, entre une escadre britannique conduite par le vice-amiral Duckworth et une plus petite escadre française conduite par le contre-amiral Leissègues.

## Circonstances
Fin 1803, après le fiasco de l'expédition de Saint-Domingue, plus de 2 000 soldats français avaient fui dans la partie orientale de l'île, où le général Jean-Louis Ferrand réussit en quelques années à relancer l'économie de plantation, au prix de l'importation de près de 10 000 esclaves noirs et d'une attaque de Dessalines en 1805. Jean-Louis Ferrand a alors besoin de renforts.
Le 13 décembre 1805 (22 frimaire an XIV), onze vaisseaux français appareillèrent ; ils avaient pour chefs les amiraux Leissègues et Willaumez. Ils devaient former deux escadres et ne se séparer qu'à la mer. Ils naviguèrent de conserve pendant deux jours, et firent route ensuite pour leurs destinations respectives : Leissègues, avec cinq vaisseaux (l’Alexandre, l’Impérial, le Diomède, le Jupiter et le Brave), deux frégates (la Félicité et la Cornète) et une corvette (la Diligente), avait pour mission de porter à Santo Domingo 900 hommes de troupe et des munitions de guerre.
Après quarante jours de traversée, il entra à Saint-Domingue dans un état complet d'avaries causées par les éléments. Quatorze jours suffirent à peine aux réparations les plus urgentes, et lorsqu'il se disposait à partir, il vit apparaître une escadre britannique de sept vaisseaux, les HMS Superb, Northumberland, Spencer, Agamemnon, Canopus (commandé par Francis Austen, frère de la romancière Jane Austen), Donegal et Atlas, ainsi que deux frégates (les HMS Acasta et Magicienne) et deux bricks (les HMS Kingfisher et Epervier).
Leissègues sortit aussitôt et donna l'ordre de se préparer au combat. Les manœuvres de l'amiral ont reçu une part peut-être égale d'éloges et de blâme ; des commentateurs ont par exemple jugé qu'il aurait mieux fallu éviter le combat en présence de forces supérieures.
Sa réponse à ce reproche est : « Élève du bailli de Suffren, dit-il, j'ai appris de lui à ne jamais compter mes ennemis ».

## Résultats du combat
L’Impérial, vaisseau-amiral de 118 canons à trois ponts avait perdu 150 hommes et 30 officiers, il avait 500 boulets dans le corps ; le mât d'artimon, le grand mât et le petit mât de hune étaient coupés ; le feu avait pris trois fois, les batteries de 24 et de 18 étaient désemparées des deux bords, il y avait vingt pieds d'eau dans la cale, un boulet resté dans l'étambrai empêchait le jeu du gouvernail ; le capitaine, le second et six officiers étaient blessés. Décidé à ne point amener son pavillon, Leissègues profita d'un moment où le feu s'était éteint de part et d'autre pour diriger l’Impérial sur la côte au moyen de la misaine, seul mât qui lui restait, et il échoua à dix lieues environ à l'est de Santo Domingo. Le Jupiter fut aussi pris.
Trois jours après, malgré le feu des vaisseaux ennemis, il avait débarqué ses blessés et ce qui restait de l'état-major et de l'équipage, et il descendait à terre emportant avec lui son aigle et son pavillon.
Malgré la défaite, après avoir lu le récit de cette action et constaté l'audace de Corentin de Leissègues d'avoir engagé le combat contre des forces supérieures en nombre, l'Empereur Napoléon dit : « C'est un des beaux combats de la marine française ».

## Source
Charles Mullié, Biographie des célébrités militaires des armées de terre et de mer de 1789 à 1850, 1852 